# 全国社会保険労務士政治連盟
全国社会保険労務士政治連盟（ぜんこくしゃかいほけんろうむしせいじれんめい）は、全国社会保険労務士会連合会と連携した社会保険労務士の政治団体。略称は社労士政連。

## 定義
社会保険労務士の社会的経済的地位の向上を図り、社会保険労務士制度を確立するために必要な政治活動を目的とする団体とされている。
特定の政党や個人の政治目的の政治活動を行うものではないとしているが、自由民主党の友好団体の一つとされている。

## 概要
強制加入の団体である全国社会保険労務士会連合会および各社会保険労務士会には、他の様々な法人・団体のような政治的な活動の自由が認められていない。そのため連合会および各士会ができない政治的な活動を行うため、その趣旨に賛同した社会保険労務士による任意団体として政治連盟が発足し、社会保険労務士制度確立のために活動している。
2003年（平成15年）に全国政連を脱退した全国社会保険労務士政治連盟栃木会が置かれていた栃木県を除く46都道府県に単位会と呼ばれる組織を持つ。
強制加入制度のある他士業団体においても同様の組織が存在する。